# Südharz Klinikum Nordhausen
Das Südharz Klinikum Nordhausen ist ein Akutkrankenhaus mit Sitz in Nordhausen und ein Akademisches Lehrkrankenhaus der Universität Jena mit überregionalem Versorgungsauftrag.

## Geschichte
Die Grundsteinlegung für den Gebäudekomplex westlich vom „Rosengarten“ im Stadtteil Nordhausen-Nord erfolgte 1976. Pläne für einen großen Krankenhausneubau an dieser Stelle gab es bereits Ende der 1930er Jahre, der Bau wurde jedoch aufgrund des Kriegsausbruchs 1939 verschoben.
Mit der Inbetriebnahme 1981/82 standen 850 Betten zur Verfügung. 1982 wurden die Kinderklinik mit 135 Betten und die Poliklinik angegliedert. 1983 erhielt das Krankenhaus den Namen „Maxim Zetkin“, 1991 folgte die Umbenennung in „Südharz-Krankenhaus Nordhausen“ (SHKH). 
Seit dem 1. Januar 1992 besteht das Krankenhaus als gemeinnützige GmbH mit dem Landkreis und der Stadt Nordhausen als Gesellschafter. Seit Oktober 1992 ist auf dem Gelände ein Rettungshubschrauber stationiert. In den folgenden Jahren wurde das Krankenhaus u. a. um ein Bettenhaus erweitert. 1999 erhielt das Südharz-Krankenhaus den ersten Preis für das umweltfreundlichste Krankenhaus im Bundesvergleich.

## Daten und Einrichtungen

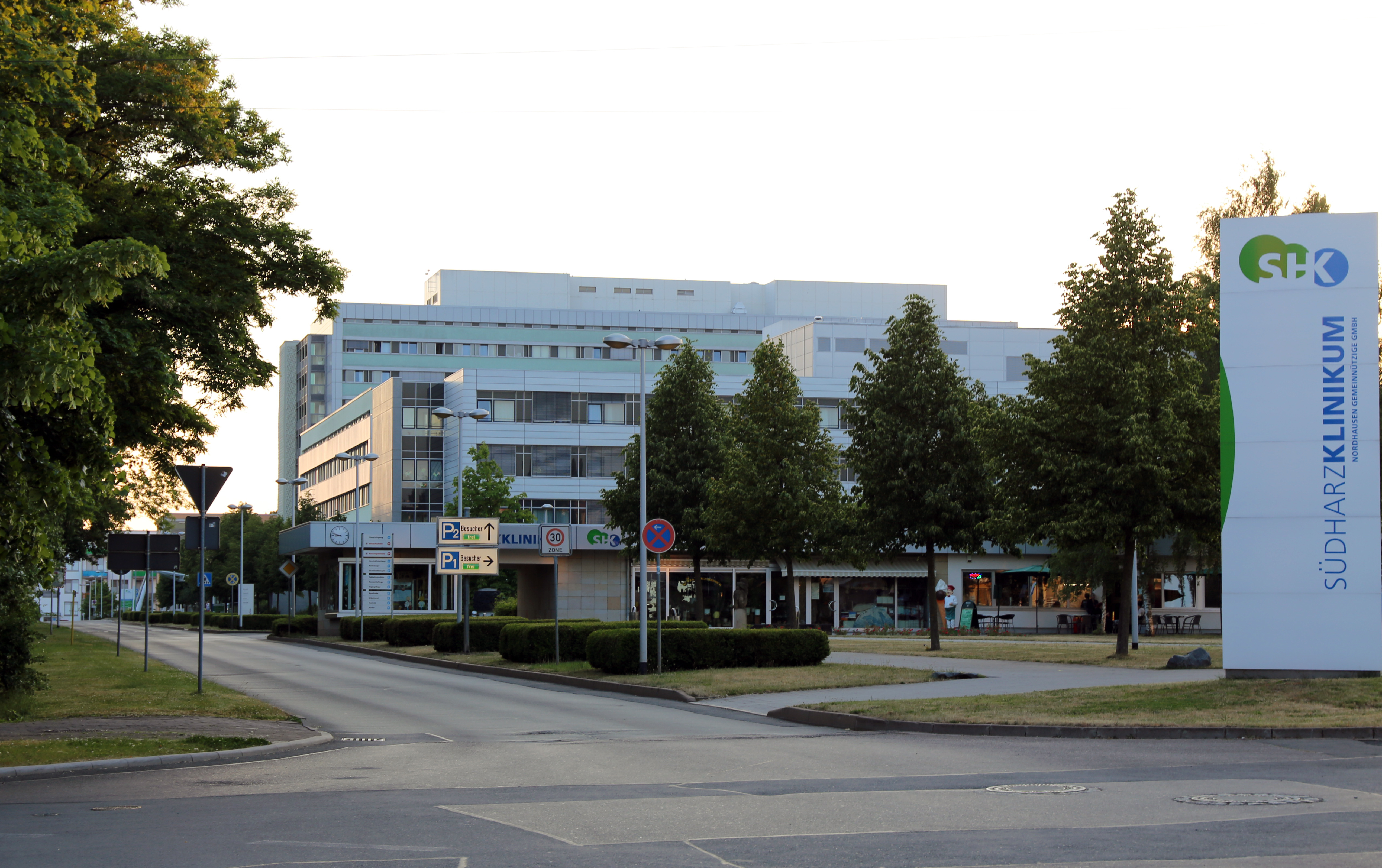
Südharz Klinikum Nordhausen

Das Südharz Klinikum Nordhausen hat 740 Betten und beschäftigt rund 1.900 Mitarbeiter. Es ist damit wohl der größte Arbeitgeber der Stadt Nordhausen. Hier werden im Jahresdurchschnitt 31.000 Patienten stationär behandelt.

### Kliniken
Das Klinikum unterhält 21 Fachbereiche für die gesamte Bevölkerung der Region Nordthüringen.
- Allgemein- und Viszeralchirurgie
- Anästhesie und operative Intensivtherapie
- Augenheilkunde
- Dermatologie und Allergologie
- Gefäßchirurgie
- Gynäkologie und Geburtshilfe
- Hals-Nasen-Ohren-Heilkunde
- Innere Medizin I (Kardiologie, internistische Intensivtherapie)
- Innere Medizin II (Gastroenterologie, Hämatologie, Onkologie, Pneumologie, Diabetologie, Stoffwechselkrankheiten, Infektions- und Tropenmedizin)
- Innere Medizin III (Nephrologie, Hypertensiologie und Rheumatologie)
- Kinder- und Jugendmedizin
- Neurochirurgie
- Neurologie
- Nuklearmedizin
- Palliativmedizin
- Psychiatrie, Psychotherapie und Psychosomatik
- Psychiatrie, Psychotherapie und Psychosomatik des Kindes- und Jugendalters
- Radioonkologie / Strahlentherapie
- Thoraxchirurgie
- Orthopädie, Unfall- und Wiederherstellungschirurgie
- Urologie

### Institute
- Apotheke
- Labordiagnostik, Mikrobiologie und Transfusionsmedizin
- Pathologie
- Radiologie

### Medizinische Zentren
Das Klinikum unterhält sieben medizinische Zentren, davon sind fünf zertifiziert.
- Brustzentrum (zertifiziert)
- Darm- und Pankreaskrebszentrum (zertifiziert)
- EndoProthetikZentrum (zertifiziert)
- Perinatalzentrum
- Traumazentrum (zertifiziert)
- Tumorzentrum
- Zentrum für Rehabilitation und Physiotherapie (zertifiziert)

### Einrichtungen und Einmieter
- Medizinisches Versorgungszentrum
- weitere klinische Einrichtungen: Rezeption, Ambulanz, Bewegungsbad, Physiotherapie, Hubschrauberlandeplatz, Zentrale Notaufnahme mit Schockraum
- Patienten- und Besucherservice: Cafeteria, Lobby, Friseur, Blumenladen, Parkanlage, Spielplatz, Internetzugang, Psychologische Begleitung, Patientenfürsprecher, Sozialdienst, Zentrales Dekubitus- und Wundmanagement